# EM Близнецов
EM Близнецов (лат. EM Geminorum) — одиночная переменная звезда в созвездии Близнецов на расстоянии (вычисленном из значения параллакса) приблизительно 5 847 световых лет (около 1 793 парсек) от Солнца. Видимая звёздная величина звезды — от +15,3m до +13,6m.

## Характеристики
EM Близнецов — красная пульсирующая полуправильная переменная звезда типа SRA (SRA) спектрального класса M. Эффективная температура — около 3289 К.